# Charles S. Whitman

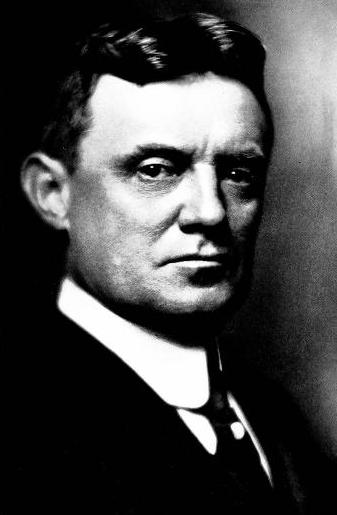
Charles S. Whitman

Charles Seymour Whitman (* 29. September 1868 in Hanover, New London County, Connecticut; † 29. März 1947 in Massachusetts) war ein US-amerikanischer Jurist und Politiker und von 1915 bis 1919 Gouverneur des Bundesstaates New York.

## Frühe Jahre und politischer Aufstieg
Charles Whitman besuchte bis 1890 das Amherst College und studierte anschließend bis 1894 an der New York University Jura. Nach seiner Zulassung als Rechtsanwalt begann er eine juristische Laufbahn. Im Jahr 1907 wurde er städtischer Richter in New York City. Von 1908 bis 1915 war er Bezirksstaatsanwalt im New York County. Politisch wurde Charles Whitman Mitglied der Republikanischen Partei, deren National Convention er im Jahr 1916 besuchte.

## Gouverneur von New York
Am 3. November 1914 wurde Whitman gegen den demokratischen Amtsinhaber Martin H. Glynn zum neuen Gouverneur von New York gewählt. Nach einer Wiederwahl im Jahr 1916 konnte er dieses Amt zwischen dem 1. Januar 1915 und dem 1. Januar 1919 ausüben. In dieser Zeit wurde eine Schutzpolizeieinheit (State constabulary) im Staat New York eingeführt. Der zweite Teil seiner Regierungszeit war von den Ereignissen des Ersten Weltkriegs überschattet, an dem die Vereinigten Staaten seit April 1917  teilnahmen. Auch in New York mussten Lebensmittel und Treibstoffe rationiert werden. Junge Männer wurden für das Militär gemustert und die Produktion auf Rüstungsgüter umgestellt. Im Jahr 1918 scheiterte Gouverneur Whitman mit dem Versuch einer erneuten Wiederwahl an Al Smith. Daher schied er am 1. Januar 1919 aus seinem Amt aus.

## Weiterer Lebenslauf
Später wurde Charles Whitman zum Leiter der Hafenverwaltung von New York City ernannt. Außerdem arbeitete er wieder als Rechtsanwalt und war Präsident der American Bar Association. Charles Whitman starb im März 1947. Mit seiner Frau Olive Hitchcock hatte er zwei Kinder. Die Frau seines Enkels, Christine Todd Whitman, war zwischen 1994 und 2001 Gouverneurin von New Jersey und später Leiterin der Umweltbehörde EPA unter Präsident George W. Bush.